# Llewellyn Riley
Pour les articles homonymes, voir Riley.
Llewellyn Riley (né le 17 septembre 1972) est un joueur de football barbadien qui évoluait au poste d’attaquant.

## Biographie

### Carrière de joueur

#### En club
Llewellyn Riley dispute l'essentiel de sa carrière à la Barbade, au sein du Notre Dame SC, club où il remporte plusieurs championnats dans les années 1990 et 2000 (voir palmarès ci-dessous). Il en est même le meilleur buteur lors des saisons 1999 (17 buts) et 2004 (16 buts, ex æquo avec Dwayne Stanford)[réf. nécessaire].
En 2000, il effectue une pige en Irlande afin de jouer pour le Galway United FC puis le Sligo Rovers FC, l'année suivante.

#### En équipe nationale
Auteur de 23 buts en 43 capes avec l'équipe de la Barbade, Llewellyn Riley est le recordman de buts de cette sélection. International durant une décennie (1995-2005), il dispute les éliminatoires des Coupes du monde de 1998, 2002 – où il se distingue en marquant 6 buts en 12 rencontres – et 2006. 
Au niveau régional, il dispute la phase finale des Coupes caribéennes de 2001 et 2005, ainsi que les éliminatoires de cette compétition en 1995.

#### Buts en sélection
| Buts en sélection de Llewellyn Riley | Buts en sélection de Llewellyn Riley | Buts en sélection de Llewellyn Riley                       | Buts en sélection de Llewellyn Riley | Buts en sélection de Llewellyn Riley | Buts en sélection de Llewellyn Riley | Buts en sélection de Llewellyn Riley |
|                                      | Date                                 | Lieu                                                       | Adversaire                           | Score                                | Résultat                             | Compétition                          |
| ------------------------------------ | ------------------------------------ | ---------------------------------------------------------- | ------------------------------------ | ------------------------------------ | ------------------------------------ | ------------------------------------ |
| 1.                                   | 26 mars 1995                         | Barbados National Stadium, Bridgetown (Barbade)            | Guyana                               |                                      | 3-0                                  | QCAR 1995                            |
| 2.                                   | 2 avril 1995                         | Bourda, Georgetown (Guyana)                                | Guyana                               | 0-1                                  | 0-4                                  | QCAR 1995                            |
| 3.                                   | 2 avril 1995                         | Bourda, Georgetown (Guyana)                                | Guyana                               | 0-2                                  | 0-4                                  | QCAR 1995                            |
| 4.                                   | 2 avril 1995                         | Bourda, Georgetown (Guyana)                                | Guyana                               | 0-3                                  | 0-4                                  | QCAR 1995                            |
| 5.                                   | 30 avril 1995                        | Barbados National Stadium, Bridgetown (Barbade)            | Sainte-Lucie                         |                                      | 1-1                                  | QCAR 1995                            |
| 6.                                   | 7 mai 1995                           | Mindoo Phillip Park, Castries (Sainte-Lucie)               | Sainte-Lucie                         |                                      | 2-1                                  | QCAR 1995                            |
| 7.                                   | 17 février 2000                      | Barbados National Stadium, Bridgetown (Barbade)            | Saint-Christophe-et-Niévès           | 1-0                                  | 1-0                                  | Match amical                         |
| 8.                                   | 29 février 2000                      | Barbados National Stadium, Bridgetown (Barbade)            | Antigua-et-Barbuda                   |                                      | 2-2                                  | Match amical                         |
| 9.                                   | 18 mars 2000                         | National Cricket Stadium, St. George's (Grenade)           | Grenade                              | 2-3                                  | 2-3 a.p.                             | QCM 2002                             |
| 10.                                  | 1er avril 2000                       | Trinidad Stadion, Oranjestad (Aruba)                       | Aruba                                | 0-1                                  | 1-3                                  | QCM 2002                             |
| 11.                                  | 16 avril 2000                        | Barbados National Stadium, Bridgetown (Barbade)            | Aruba                                | 4-0                                  | 4-0                                  | QCM 2002                             |
| 12.                                  | 7 mai 2000                           | Estadio Pedro Marrero, La Havane (Cuba)                    | Cuba                                 | 0-1                                  | 1-1                                  | QCM 2002                             |
| 13.                                  | 16 juillet 2000                      | Barbados National Stadium, Bridgetown (Barbade)            | Costa Rica                           | 1-1                                  | 2-1                                  | QCM 2002                             |
| 14.                                  | 8 octobre 2000                       | Barbados National Stadium, Bridgetown (Barbade)            | Guatemala                            | 1-2                                  | 1-3                                  | QCM 2002                             |
| 15.                                  | 25 mars 2001                         | Georgetown (Guyana)                                        | Guyana                               | 1-2                                  | 1-2                                  | Match amical                         |
| 16.                                  | 8 avril 2001                         | André Kamperveen Stadion, Paramaribo (Suriname)            | Aruba                                | 1-0                                  | 5-2                                  | QCAR 2001                            |
| 17.                                  | 17 mai 2001                          | Hasely Crawford Stadium, Port of Spain (Trinité-et-Tobago) | Martinique                           | 1-0                                  | 3-1                                  | CAR 2001                             |
| 18.                                  | 19 mai 2001                          | Hasely Crawford Stadium, Port of Spain (Trinité-et-Tobago) | Jamaïque                             | 1-2                                  | 1-2                                  | CAR 2001                             |
| 19.                                  | 1er janvier 2004                     | Bermuda National Stadium, Hamilton (Bermudes)              | Bermudes                             | 0-2                                  | 0-4                                  | Match amical                         |
| 20.                                  | 11 janvier 2004                      | Barbados National Stadium, Bridgetown (Barbade)            | Grenade                              | 2-0                                  | 2-0                                  | Match amical                         |
| 21.                                  | 31 janvier 2004                      | Grenada National Stadium, St. George's (Grenade)           | Grenade                              | 0-1                                  | 0-1                                  | Match amical                         |
| 22.                                  | 30 janvier 2005                      | Barbados National Stadium, Bridgetown (Barbade)            | Saint-Vincent-et-les-Grenadines      | 1-1                                  | 3-1                                  | Match amical                         |
| 23.                                  | 30 janvier 2005                      | Barbados National Stadium, Bridgetown (Barbade)            | Saint-Vincent-et-les-Grenadines      | 3-1                                  | 3-1                                  | Match amical                         |

### Carrière d'entraîneur
Après sa retraite comme joueur, Llewellyn Riley demeure au sein du Notre Dame SC et rejoint le staff du club où il reste de 2013 à 2017,,,,.

## Palmarès

### En club
- Notre Dame SC
  - Champion de la Barbade en 1997, 1998, 1999, 2002, 2004, 2005 et 2008.
  - Vainqueur de la Coupe de la Barbade en 1997, 2004 et 2008.

### Distinctions individuelles
- Meilleur buteur du championnat de la Barbade avec le Notre Dame SC en :
  - 1999 (17 buts en 16 matchs)[1].
  - 2004 (16 buts, ex æquo avec Dwayne Stanford).

### Records
- Meilleur buteur de l'histoire de la sélection nationale de la Barbade (23 buts)[8].